# دیوید پیتکاو
دیوید پیتکاو (انگلیسی: David Paetkau؛ زاده ۱۰ نوامبر ۱۹۷۸) هنرپیشه کانادایی است. وی از سال ۱۹۹۸ میلادی تاکنون مشغول فعالیت بوده‌است. از فیلم‌هایی که وی در آن نقش داشته‌است، می‌توان به همیشه یادم می‌ماند که تابستان پیش چه کردی، بیگانه علیه غارتگر ۲، نوچه، نوچه ۲، روز برفی و مقصد نهایی ۲ اشاره کرد.